# Свето-Јелисаветински манастир (Минск)
Свето-Јелисаветински манастир (блр. Свята-Елісавецінскі манастыр, рус. Свято-Елисаветинский монастырь) је женски православни манастир који се налази на територији града Минска, престонице Белорусије. Данас је једини активни манастир у граду. Игуманија манастира је Јефросинија (Лаптик).

## Оснивање
Манастир је основан 1999. године и назван у част Преподобномученице Велике кнегиње Јелисавете Фјодоровне. Порекло води од Сестринства под истим називом, које сада делује у Републичкој психијатријској болници, Интернатима за децу и одрасле за посебним потребама, градским болницама. Само Сестринство је основано у Минску 1994. године на скуповима Свето-Петро-Павловске цркве у Минску, под покровитељством свештеника Андреја Љемешонка.

## Храмови
Манастирски комплекс садржи осам храмова:
- доњи манастирски, у част Светог Николаја Чудотворца (освештан 10. децембра 1999)
- горњи манастирски, у част свете покровитељке манастира Преподобномученице Јелисавете (освештан 12. јануара 2005)
- домовна црква у част Блажене Ксеније Петербуршке у психонеуролошком интернату № 3 за одрасле (освештана 6. јануара 1998)
- храм у част Васкрсења Праведног Лазара Четвородневног на Северном гробљу града Минска (освештан 10. маја 2005)
- храм у част иконе Божије Мајке Државне (освештан 20. октобра 2008)
- храмови у част Царствених Страстотрпљивих (смештен у крипти храма у част иконе Божије Мајке Државне (освештан 13. октобра 2012)
- храм у част иконе Божије Мајке Непопијена Чаша (налази се на манастирском имању на Лисој Гори у Минском рејону; освештан 3. јануара 2010)
- храм у част Светитеља Нектарија Егинског (на територији дечјег интерната), још није освештан.

Међу осталим зградама манастира смештен је и звоник Јелисаветинског храма, који је на другој страни дуплиран симетрично смештеном кулом у истим облицима, трпезаријом (осликаном фрескама), неколико келијских корпуса, оградом са мањим кулама.

## Активности
При манастиру раде разне радионице, које производе црквено посуђе, одећу и разне врсте сувенира. Године 2016. Свето-Јелисаветински манастир је покренуо помоћни сајт Светитељи Православне Цркве (рус. Святые Православной Церкви), који детаљно говори о канонизованим подвижницима у Православној Цркви.
Манастир има и Ходочасничку службу, која има могућности да шаље путнике у иностранство, али и да прима госте. При манастиру се налази отворена трпезарија и неколико манастирских клупа. Такође постоје и дворишта за мушкарце и жене, који се лече од наркоманије, алкохолизма и патолошког коцкања. На територији манастира се редовно окупљају групе за узајамну подршку њихових рођака и људи којима је потребна подршка и савет професионалног психолога.
Манастир има и своју патронажну службу, која пружа помоћ у погребу.
Манастир поседује и покретну склопиво-расклопиву конструкцију, која може да се превози. Захваљујући њој мигрирају у разне градове Белорусије, као и у Русију и одржавају изложбу и продају култних добара, сувенира и дају за децу луткарске представе. Мото православних изложби је С љубављу из Белорусије (рус. С любовью из Беларуси).

## Живот монахиња
Монахиње Свето-Јелисаветинског манастира истичу да су се својом вољом и духовном потребом замонашиле. Неке од њих су биле удате, имале супружнике, децу, послове, али су осећале да им нешто недостаје.
Да би се замонашила, жена пролази одређени процес - трудбенички, послушнички, монашки постриг и тек после њега следи монашки живот. Баве се старим занатима, али иду и у корак са временом, користе интернет, информишу се, друштвено се ангажују, раде у болницама и рехабилитационим центрима, али и на манастирском имању - све послове, који би се обављали и на сеоском. Истичу да свака монахиња има свој карактер и индивидуалност, упркос истој одећи и строгој дисциплини, што руши све предрасуде о животу жена у манастиру.

## Контроверзе
Током пандемије Ковид-19 2020. године, Васкршњу службу је славило преко хиљаду верника, а од сто тридесет монахиња, око сто је оболело од Цовид-19.
Током руске инвазије на Украјину од 2022. године, манастир је прикупљао прилоге за руску војску под вођством монахиње Александре (право име: Људмила Љахова). До септембра 2023. године манастир је купио девет аутомобила за руску војску. Руским трупама су испоручени и дронови. Манастир је такође критикован због учешћа у хомофобичној кампањи, подршке Александру Лукашенку и политичким сменама 2020. године, као и због финансијског управљања.